# 546 (szám)
Az 546 (római számmal: DXLVI) egy természetes szám.

## A szám a matematikában
A tízes számrendszerbeli 546-os a kettes számrendszerben 1000100010, a nyolcas számrendszerben 1042, a tizenhatos számrendszerben 222 alakban írható fel.
Az 546 páros szám, összetett szám, kanonikus alakban a 21 · 31 · 71 · 131 szorzattal, normálalakban az 5,46 · 102 szorzattal írható fel. Tizenhat osztója van a természetes számok halmazán, ezek növekvő sorrendben: 1, 2, 3, 6, 7, 13, 14, 21, 26, 39, 42, 78, 91, 182, 273 és 546.
Az 546 négyzete 298 116, köbe 162 771 336, négyzetgyöke 23,36664, köbgyöke 8,17330, reciproka 0,0018315. Az 546 egység sugarú kör kerülete 3430,61918 egység, területe 936 559,03552 területegység; az 546 egység sugarú gömb térfogata 681 814 977,9 térfogategység.